# Nemesis robusta
Nemesis robusta är en kräftdjursart som först beskrevs av van Beneden 1851.  Nemesis robusta ingår i släktet Nemesis och familjen Eudactylinidae. Inga underarter finns listade i Catalogue of Life.